# Джъстин Лонг
Джъстин Джейкъб Лонг (на английски: Justin Jacob Long) е американски актьор, номиниран за три награди Сатурн. Известни филми с негово участие са „Галактическа мисия“, „Власт на идиотите“, „Умирай трудно 4“, поредицата „Алвин и чипоносковците“, „Отведи ме в ада“, „Пълен т*шак“ и други.

## Биография
Джъстин Лонг е роден на 2 юни 1978 г. във Феърфийлд, Кънектикът. Баща му Реймънд Лонг е професор по философия в Университета на Феърфийлд, а майка му Уенди е театрална актриса на Бродуей. Джъстин има и двама братя – Крисчън и Деймиън. Баба му е от сицилиански произход.
Джъстин учи първо в подготвителното училище на Феърфийлдския колеж, а след като завършва се записва във Васар колидж. В колежа играе в няколко театрални постановки, също така е член на комедийната трупа „Laughingstock“. Той прекъсва образованието си след две години в преследване на актьорска кариера.
Лонг има връзка с актрисата Дрю Баримор. Двойката се разделя през 2008 г. От 2013 до 2015 г. има връзка с актрисата Аманда Сайфред. От 2022 г. е с Кейт Босуърт.

## Частична филмография
- 1999 – „Галактическа мисия“ (Galaxy Quest)
- 2001 – „Крийпър“ (Jeepers Creepers)
- 2002 – „Кръстопът“ (Crossroads)
- 2003 – „Крийпър 2“ (Jeepers Creepers 2)
- 2004 – „Големи топки“ (DodgeBall: A True Underdog Story)
- 2005 – „Сервитьори“ (Waiting...)
- 2005 – „Хърби: Зареден до дупка“ (Herbie: Fully Loaded)
- 2006 – „Приет“ (Accepted)
- 2006 – „Раздялата“ (The Break-Up)
- 2006 – „Идиокрация“ (Idiocracy)
- 2007 – „Умирай трудно 4“ (Live Free or Die Hard)
- 2007 – „Битката за Тера“ (Battle for Terra)
- 2007 – „Алвин и чипоносковците“ (Alvin and the Chipmunks)
- 2007 – „Стъпвай тежко: Историята на Дюи Кокс“ (Walk Hard: The Dewey Cox Story)
- 2008 – „Ананас експрес“ (Pineapple Express)
- 2008 – „Непозната дива природа“ (Strange Wilderness)
- 2009 – „Стари кучета“ (Old Dogs)
- 2009 – „Той не си пада по теб“ (He's Just Not That Into You)
- 2009 – „Сериозни на лунна светлина“ (Serious Moonlight)
- 2009 – „Отведи ме в ада“ (Drag Me to Hell)
- 2009 – „Смешни хора“ (Funny People)
- 2009 – „Планета 51“ (Planet 51)
- 2009 – „Алвин и чипоносковците 2“ (Alvin and the Chipmunks: The Squeakquel)
- 2010 – „Любов от разстояние“ (Going the Distance)
- 2010 – „Алфа и Омега“ (Alpha and Omega)
- 2011 – „Алвин и чипоносковците 3: Чипо-Крушение“ (Alvin and the Chipmunks: Chipwrecked)
- 2012 – „Смъртта на кума“ (Best Man Down)
- 2013 – „В света на динозаврите“ (Walking with Dinosaurs)
- 2013 – „Пълен т*шак“ (Movie 43)
- 2014 – „Вероника Марс“ (Veronica Mars)
- 2015 – „Алвин и Чипоносковците: Голямото чипоключение“ (Alvin and the Chipmunks: The Road Chip)
- 2016 – „Франк и Лола“ (Frank & Lola)
- 2017 – „Буквално точно преди Арън“ (Literally, Right Before Aaron)
- 2022 – „Варварин“ (Barbarian)